# Ochthebius andronicus
Ochthebius andronicus es una especie de escarabajo del género Ochthebius, familia Hydraenidae. Fue descrita científicamente por Orchymont en 1948.
Se distribuye por el este y sur de África. Mide 2 milímetros de longitud.